# Gildo Fattori
Gildo Fattori (Carmignano di Brenta, 18 luglio 1939 – Padova, 2 maggio 2004) è stato un cantante e giornalista italiano Era soprannominato dai suoi fans "The Voice".

## Biografia

Gildo Fattori (terzo da sinistra con gli occhiali) e Strangers.

Cominciò la sua carriera all'inizio degli anni cinquanta. Nel 1958 vinse il Microfono d'oro, concorso per cantanti dilettanti che si teneva al Bar da Racca a Padova. Partecipò poi ad un concorso RAI, "Il buttafuori" con Luciano Rispoli vinto da Alberto Terrani, allora fidanzato con Lucia Valentini Terrani, dei quali fu testimone di nozze. Con Vittorio Salvetti collaborò alla realizzazione di varie edizioni del Festival di Sanremo.
Fondò nel 1963 il sestetto Gildo Fattori e i suoi Strangers con cui incise 4 dischi. Ne facevano parte Giuliano Calore alle tastiere, Luciano Tortima alla chitarra solista, Piero Uguagliati alla chitarra ritmica, Paolo Giuffrida al basso elettrico, Franco Sasso alla batteria. Nel 1967 partecipò ad un programma della RAI interpretando Fumo di Londra, canzone di Alberto Sordi.  Era amico di Peppino Di Capri, Fred Buscaglione e Vittorio Salvetti, l'ideatore del Festivalbar. Ebbe una breve relazione con Patty Pravo, che all'epoca si faceva chiamare Guy Magenta, e che Gildo Fattori convinse a trasferirsi a Roma per iniziare la sua avventura al Piper Club.
Lasciata la carriera di cantante intraprese quella di conduttore radiofonico cominciando a radio RTR, una delle prime radio libere. Dopo qualche anno divenne giornalista per la radio e televisione diventando la voce ufficiale del Calcio Padova per ben 25 anni, a partire dall'ottobre del 1981. Fu in seguito addetto stampa del Calcio Padova.
È morto all'età di 64 anni a Padova il 2 maggio 2004 a causa di un problema al cuore. A lui è dedicata una parte della Tribuna Est dello Stadio Euganeo ovvero la Tribuna Fattori. Sempre a lui è stato dedicato un torneo di calcio riservato alle squadre dei settori giovanili, il Memorial "Gildo Fattori".

## Discografia parziale

### 45 giri
- 1965: Sha mama/Tu lo sai mio Dio (CAR Juke Box, JN 2381)
- 1967: Parlami di Maria/La libertà (Tiffany, TIF 528)
- 1970: Due ore senza te/Inventeremo la felicità (Radio Records, RR 1046)